# Listă de standarde ISO
Standardele ISO sunt numerotate, și au un format de tipul: ISO 99999:yyyy: Titlul, unde „99999” este numărul standardului, „yyyy” este anul publicării, și „Titlul” descrie obiectul.

## ISO 1 - ISO 999
- ISO 2 Textile; denumirea sensului de răsucire a firului și produse asemănătoare;
- ISO 3 Numere normate; rândurile numerelor normate;
- ISO 4 Informații și documentări: Reguli pentru prescurtarea cuvintelor în titluri și prescurtarea titlurilor de publicații;
- ISO 5 Măsurarea densității;
  - ISO 5-1 Noțiunea, symbol și scrierea;
  - ISO 5-2 Fotografie, determinarea densității optice: condiții geometrice pentru măsurători la transmisiune;
  - ISO 5-3 Fotografie, măsurarea densității optice: condiții spectrale;
  - ISO 5-4 Fotografie, determinarea densității optice: măsurători geometrice la reflecții;
- ISO 6 Fotografie, alb negru - film negativ / sisteme de prelucrare pentru poze: determinarea sensibilității ISO;
- ISO 7 Filete de etanșare pentru țeavă;
  - ISO 7-1 Măsuri, toleranțe și denumiri;
  - ISO 7-2 Verificarea cu rigle limitatoare;
- ISO 16 Normarea înălțimii sunetelor;
- ISO 25 Cinematografia; utilizarea filmului de 16 mm în camera de filmat - consemnare;
- ISO 26 Cinematografia; poziția filmului de 16 mm în proiector pentru proiectare;
- ISO 31 Mărimi și unități de măsură, care din anul 2008 s-a transformat în varianta nouă: ISO 80000[1]
  - ISO 31-0 Principi generale, (General principles);
  - ISO 31-1 Spațiu și timp, (Space and time);
  - ISO 31-2 Periodicitate și fenomene asemănătoare, (Periodic and related phenomena);
  - ISO 31-3 Mecanica, (Mechanics);
  - ISO 31-4 Căldura, (Heat);
  - ISO 31-5 Electricitatea și magnetismul, (Electricity and magnetism);
  - ISO 31-6 Lumina și radiație electromagnetică, (Light and related electromagnetic radiations);
  - ISO 31-7 Acustica, (Acoustics);
  - ISO 31-8 Chimie fizică și fizică moleculară, (Physical chemistry and molecular physics);
  - ISO 31-9 Fizică atomică și fizică nucleară, (Atomic and nuclear physics);
  - ISO 31-10 Reacție nucleară și radiație ionizată, (Nuclear reactions and ionizing radiations);
  - ISO 31-11 Tabel de simboluri matematice, (Mathematical signs and symbols for use in the physical sciences and technology);
  - ISO 31-12 Număr caracteristic, (Characteristic numbers);
  - ISO 31-13 Fizica stării solide, (Solid state physics);
- ISO 69 Cinematografia; măsurile de tăiere și perforare a filmului de 16 mm;
- ISO 129 Desen industrial; înscrierea de măsuri și toleranțe;
- ISO 216 Dimensiunile foii de hârtie;
- ISO 233 Transliterarea caracterelor arabe în caractere latine (Transliteration of Arabic characters into Latin characters);
- ISO 639 Codurile pentru denumirile limbilor (language names) 639-6);
- ISO 646 Alfabetul internațional nr. 5 (IA5): 7-Bit-cod pentru schimbul de informați; IA5 fiind asemănător cu ASCII;
- ISO 868 Măsurarea durității unui corp, la adâncimea de pătrundere unui ac cu o greutate definită;

## ISO 1000 - ISO 8999 / Coduri și limbaje
- ISO 1000 Unitatea de măsură SI-unități (SI units and recommendations for the use of their multiples and of certain other units)  și recomandări pentru folosirea multiplilor lor precum și a altor astfel de unități;
- ISO 1007 Formatul 135 al peliculei fotografice;
- ISO 1043 Marcarea porțiuni de polimer;
- ISO/IEC 1539-1 Limbajul de programare Fortran;
- ISO 1726 Dispozitiv de basculare, eșapament, aspirație, legăturile instalației de curent și aer în spatele cabinei la camion;
- ISO 1999 Acustică; hotărârea din punct de vedere profesional de expunerea la zgomot (sunet) și estimarea vătămării auzului;
- ISO 2022 Informatica: structuri pentru codurile caracterelor și tehnicilor de extensie (ISO/CEI 2022);
- ISO 2108 Standard internațional de numerotare a cărților (ISBN);
- ISO 2145 Documentația - numerotarea segmentelor și alineatelor într-un document;
- ISO 2575 Simboluri pe tabloul de bord (automobil, camion, tractor, avion...);
- ISO 2709 Format pentru schimbul de informații (ISO/DIS 2709);
- ISO 2768-1 Toleranță medie pentru lungimi și unghiuri;
- ISO 2811-1 Măsurarea densității unui lichid în pincnometru;
- ISO 2836 Rezistența materialelor tipărite;
- ISO 3103 Prepararea ceaiului (Tea - Preparation of liquor for use in sensory tests)
- ISO 3029 Formatul 126 al peliculei fotografice;
- ISO 3506 Oțel inox;
- ISO 3166 Coduri pentru națiuni și subdiviziunile lor; 
  - ISO 3166-1 Coduri pentru națiuni și pentru zonele dependente, inițial publicat în 1974;
  - ISO 3166-1 alpha-2 coduri naționale de două litere Tokelau (ISO 3166-1: TK);
  - ISO 3166-1 alpha-3 coduri naționale de trei litere;
  - ISO 3166-1 Codul numeric;
  - ISO 3166-2]] Principalele subdiviziuni ale unei națiuni sau dependențe ale sale;
  - ISO 3166-3 Coduri ISO 3166-1 învechit (ieșit din uz), inițial publicat în 1998;
- ISO 3297 Numărul ISSN;
- ISO 3382 Măsura timpului de reverberație al unei săli cu referință la alți parametri acustici 1997;
- ISO 3602 Transcrierea în fonem roman al japonezei (romanizarea japonezei);
- ISO 3864 Etichete de siguranță;
- ISO 4217 Codurile valutei;
- ISO/IEC 4873 1991 Codul de 8 biți pentru schimbul de informații;
- ISO 5218 Reprezentarea sexelor umane;
- ISO 6166 Structura Numărului de Identificare Internațională a Instrumentelor Financiare (ISIN);
- ISO 6429 Informatica: funcții de control pentru seturile de caractere codificate;
- ISO 6709 Reprezentarea standard a latitudinii, longitudinii și altitudinii punctelor geografice;
- ISO 7098 Transcrierea în fonem roman al chinezei (romanizarea chinezei);
- ISO 7372 Schimbul de date comerciale;
- ISO 7498 Interconexiunea de sisteme deschise;
- ISO/IEC 7501-1 1997 Cartea de identitate - documente de călătorie lizibile de mașini (aparate)  (Partea 1: pașapoarte lizibile de mașini; Partea a 2-a: vize lizibile de mașini; Partea a 3-a: documente oficiale de călătorie lizibile de mașini);
- ISO 7775
- ISO 7811 Tehnici de înregistrare pentru cartea de identitate;
- ISO 8601 Reprezentarea datei și a orei;
- ISO/IEC 8824 Abstract Syntax Notation One (ASN.1)
- ISO/IEC 8825 ASN.1 reguli de codificare;
- ISO 8859 Codificarea de caractere, codul caracterelor care includ ASCII; 
  - ISO 8859-1 Latin-1;
  - ISO 8859-2 Latin-2;
  - ISO 8859-3 Latin-3 sau "Sud-europene";
  - ISO 8859-4 Latin-4 sau "Nord-europene";
  - ISO 8859-5 Chirilic;
  - ISO 8859-6 Arab;
  - ISO 8859-7 Grec;
  - ISO 8859-8 Ebraic;
  - ISO 8859-9 Latin-5
  - ISO 8859-10 Latin-6, rearanjarea lui 8859-4;
  - ISO 8859-15 Latin-15, revizuirea lui 8859-1;
  - ISO 8859-16 Latin-10 limbajele sud-est europene și alte limbaje;
- ISO 8879 Standard Generalized Markup Language (SGML);

## ISO 9000 - ISO 9099 / Calitatea
- ISO 9000 Sisteme de management a calității. Principii fundamentale și vocabular;
- ISO 9001 Sisteme de management a calității. Cerințe;
- ISO 9004 Sisteme de management a calității – linii directoare pentru  îmbunătățirea performanțelor;
- ISO 9069 Instrumente de suport a SGML -- SGML Document Interchange Format (SDIF);
- ISO/IEC 9075 SQL;

Notă: normele ISO 9002 și ISO 9003 au fost anulate odată cu publicarea versiunii 2000 a normei ISO 9001.

## ISO 9107 - ISO 1997 / Cerințe logice, codări, limbaje
- ISO 9126 Gestionarea cerințelor logice;
- ISO 9362 Codul de Identificare Bancară sau sistemul BIC ISO/IEC 9579 accesul imediat la data de baze pentru SQL;
- ISO 9660 Sistem de fișiere pentru CD-ROM;
- ISO/IEC 9899 Limbajul de programare C;
- ISO/IEC 9945 Portable Operating System Interface (POSIX);
- ISO 9984 Convertirea caracterelor georgiene în caractere latine;

## ISO 10000 - ISO 19999
- ISO 10006 Gestionarea calității – directive pentru calitate în managementul proiectelor;
- ISO 10007 Gestionarea calității - directive pentru configuration management;
- ISO/IEC 10021 Message Oriented Text Interchange Systems (MOTIS);
- ISO/IEC 10026 Open systems interconnect;
- ISO/IEC 10179 1996 Document Style Semantics and Specification Language (DSSSL);
- ISO 10279 Limbajul de programare BASIC;
- ISO 10303 Standard pentru schimbul de date al produselor (STEP); 
  - ISO 10303-11 Metode de descriere: limbajul EXPRESS;
  - ISO 10303-28 Metode de implementare: reprezentări XML a schemelor și datelor EXPRESS;
- ISO 10646 Universal Character Set (Unicode);
- ISO 10962 Instrumente financiare;
- ISO/IEC 11172 MPEG-1;
- ISO 11180 Adrese poștale;
- ISO 11404 Tipuri de date cu scop generic;
- ISO 11521 Substituit de ISO 15022;
- ISO/IEC 13249 SQL Pachete aplicative și pentru multimedia;
- ISO 13450 Formatul 110 al peliculei fotografice;
- ISO 13490 Informatica: structura de volume și de fișiere pentru compact disc read-only și write-once pentru schimbul de informații;
- ISO 13567 Codificare layer în desenul CAD;
- ISO 13616 Coduri bancare de cont curent (IBAN);
- ISO/IEC 13818 MPEG-2

## ISO 14000 / Mediu
- ISO 14000 Standard al gestiunii ambientale pentru ambientele de producție;
- ISO 14001 Sistemul managementului de mediu - Cerințele și liniile directoare pentru folosire (NF EN ISO 14001)
- ISO 14002 Sistem de management de mediu. Ghid pentru întreprinderi mici și mijlocii
- ISO 14004 Sisteme de management de mediu. Ghid general privind principiile, sistemele și tehnicile de aplicare
- ISO 14010 Ghidul pentru auditul de mediu. Principii generale
- ISO 14011 Ghidul pentru auditul de mediu. Proceduri de audit. Auditarea sistemelor de management de mediu
  - ISO 14011.2 Ghidul pentru auditul de mediu. Auditul de conformitate
  - ISO 14011.3 Ghidul pentru auditul de mediu. Audit pentru declarația de mediu
- ISO 14012 Ghidul pentru auditul de mediu. Criterii de calificare pentru auditori interni
- ISO 14013 Ghidul pentru auditul de mediu. Managementul programelor de audit
- ISO 14014 Ghid pentru analiza preliminara de mediu
- ISO 14015 Ghid pentru evaluarea de mediu a amplasamentului
- ISO 14031 Evaluarea performantelor de mediu. Ghid
- ISO 14040 Principiile și cadrul seriei ISO 14040;
- ISO 14041 Definirea obiectivului, câmpul de studiu și analiza de inventariere;
- ISO 14042 Evaluarea impactului „ciclul vieții”;
- ISO 14043 Interpretarea „ciclului vieții”;
- ISO 14048 Formatele schimburilor de date informatizate;
- ISO 14049 Rapoartele tehnice asupra exemplelor de analiză a inventarelor conform ISO 14041;
- ISO 14050 Managementul de mediu. Termeni și definiții
- ISO 14060 Ghid pentru includerea aspectelor de mediu în standardele de produs

## ISO 14400 - ISO 15999
- ISO/IEC 14496 MPEG-4
- ISO 14651 Informatica: compararea și ordinea internațională a barelor;
- ISO/IEC 14977 Forma Backus-Naur extinsă (EBNF);
- ISO/IEC 14882 Limbajul de programare C++;
- ISO 15022 Instrumentele financiare: schemă pentru mesaje;
- ISO 15085 Prevederi împotriva căderilor în mare și mijloacele de revenire la bord;
- ISO/IEC 15408 Criterii comune - criterii de evaluare pentru siguranța informatică;
- ISO/IEC 15444 JPEG 2000;
- ISO/IEC 15445 2000 ISO HTML, un compozit al Hypertext Markup Language (HTML) 4;
- ISO 15924 Codurile pentru reprezentarea numelor de script;
- ISO/IEC 15948 2003. PNG

## ISO/TS 16949
- ISO/TS 16949 Raport comun bazat pe normele ISO 9001 cu cerințele propuse pentru automobile;

## ISO 17700
- ISO/CEI 17799 Informatică: Securitatea informațiilor (BS 7799) și codul de conduită pentru siguranța acestora; Redenumit ISO 27002:2005

## ISO 19100 / Informații geografice
- ISO 19101 Geografia: model de referință;
- ISO 19105 Geografia: conformitate și text;
- ISO 19107 Geografia: schema spațială;
- ISO 19108 Geografia: schema temporală;
- ISO 19109 Informații geografice – Regulile schemelor pentru aplicații
- ISO 19110 Informații geografice – metodologie de catalogare a entităților;
- ISO 19111 Geografia: referințe spațiale prin coordonate;
- ISO 19112 Informații geografice – Sistem de referință spațială prin identificatori geografici;
- ISO 19113 Geografia: principii ale calității;
- ISO 19115 Geografia: Metadata;
- ISO 19119 Informații geografice. – Servicii;
- ISO 19123 Informații geografice. Schemă pentru geometria și funcțiile unei acoperiri
- ISO 19128 Informații geografice - Interfață pentru servere web de hărți
- ISO 19136 Informații geografice: Geography Markup Language (vesrion DIS: projet)
- ISO 19139 Informații geografice - Metadata - (Norme în versiune PDTS: versiune proiect de prezentare a specificațiilor tehnice).
- ISO/IEC 19757 Document Schema Definition Languages (DSDL); 
  - ISO/IEC FDIC 19757-2 validare bazată pe gramatica regulară RELAX NG;
  - ISO/IEC 19757-3 validare bazată pe regulile Schematron.

## ISO 20000 - ISO 29999
- ISO 22000 2005- Siguranța alimentară
- ISO/IEC 22250-1 Nucleul RELAX
- ISO/IEC 23270 Limbajul de programare C#
- ISO/IEC 26300 2006 OASIS OpenDocument Format for Office Applications - standard pentru formatul de fișier al documentelor de birou
- ISO 27001 2005 Despre securitatea informației

## ISO 22000
Sisteme de management a siguranței alimentelor
- ISO 22000 Sisteme de management a siguranței alimentelor. Cerințe pentru orice organizație din lanțul alimentar.
- ISO 22002 Sisteme de management a siguranței alimentelor -- Ghid pentru aplicarea ISO 9001 în producția vegetală în cazul proiectelor noi.
- ISO 22004 Sisteme de management a siguranței alimentelor -- Ghid de aplicare a ISO 22000:2005
- ISO 22005 Trasabilitatea în lanțul alimentar. Principii generale și cerințe fundamentale pentru proiectarea și implementarea sistemului.

## ISO 26000 / Responsabilitatea socială a organizațiilor
- ISO 26000 Responsabilitatea socială a organizațiilor
- ISO 9001 Calitate
- ISO 14001 Mediu
- OHSAS 18001]] Managementul securității și sănătății în muncă. (nu e o normă ISO)
- SA 8000]] Responsabilitate socială
- SD 21000]] Responsabilitate socială și dezvoltare durabilă, normă franceză, N-a fost aplicată decât întreprinderilor mici.

## ISO 27000 / Securitatea informației
- ISO 27000 Serie de norme dedicate securității informației
- ISO/CEI 27001 Information Security Management System (ISMS), înlocuiește BS7799-2
- ISO/CEI 27002 Cod de bune practici în ISMS. Nou număr pentru ISO 17799
- ISO/CEI 27003 Ghid de implementare a ISMS.
- ISO/CEI 27004 Ghid pentru gestionarea, măsurarea și metrica securității informației.
- ISO/CEI 27005 Ghid pentru managementul riscului in securitatea informației.